# Luis Climent
Luis Climent Asensio (Requena, Valencia, 12 de noviembre de 1966) es un piloto de rally retirado y también es hermano del actor, Joaquín Climent. Fue piloto oficial de Škoda en el Campeonato del Mundo de Rally, además de Campeón de España de rallyes de 1996, certamen en el que destacaría en la década de 1990 como uno de los pilotos más rápidos y espectaculares, conduciendo de manera oficial para Opel, Citroën, Renault y Honda.

## Trayectoria

### Comienzos
Luis debutaría en pruebas regionales de la Comunidad Valenciana a bordo de un modesto Opel Corsa 1.3, vehículo con el que en 1987 y 1988 disputaría el Trofeo Corsa que la marca organizaba en el seno del Campeonato de España de rallyes sobre asfalto. En sus dos primeras temporadas terminaría cuarto y quinto, respectivamente, aunque realizando actuaciones más que interesantes para su inexperiencia.
En 1989, competiría a bordo de un Opel Kadett GSI, continuando con su aprendizaje, consiguiendo mejores resultados que le valdrían para que Opel se fijase en él. Así, a partir de entonces pudo disponer del volante de uno de los pequeños Opel Corsa semioficiales que la marca hacía correr en España, de la mano de pilotos como Íñigo Lilly. A partir de 1990, Climent desarrolló una consistente conducción que le otorgó destacados resultados, a la vez que su espectacularidad le hicieron ganar la admiración de los aficionados españoles. En esta época consiguió sus mejores resultados parciales en el Rally Valeo de 1991 (tercero absoluto) y en el Rally de Llanes 1992 (segundo, tras Jesús Puras). En la clasificación final del campeonato pudo ser quinto en 1990 y 1992 y séptimo en 1991. En 1991 debutaría también en el mundial, terminando undécimo en el Rally Cataluña, ganando su clase.

### Consolidación en el panorama nacional
En 1993 consiguió convertirse en piloto oficial del equipo nacional de Opel, a los mandos del nuevo Opel Astra GSI 16v con el que la marca pretendía atacar el título nacional de rallyes de asfalto. Su compañero de equipo sería el veterano Josep María Bardolet. Al término del campeonato Luis sería subcampeón, superado por su compañero de equipo. Esta temporada logró vencer su primer rallye del Campeonato de España en el Rally de Avilés. También destacó de nuevo en su participación mundialista en el Rallye de Catalunya, donde terminaría octavo absoluto, sólo superado en su categoría F2 por el belga Bruno Thiry.
En la siguiente temporada continuaría con Opel, realizando una regular temporada en la que lograría siete segundos puestos y la victoria en el Rallye de Sierra Morena. Aunque superó claramente a su compañero de equipo, de nuevo Josep María Bardolet, su rival Oriol Gómez se mostró intratable con su nuevo Renault Clio Williams. En el nacional de rallyes sobre tierra de ese año 1994 competiría con un Opel Vectra 4x4 Proto, terminando la temporada como tercero absoluto.
El año 1995 se hace difícil para Climent, tras el cierre del programa competitivo de Opel a nivel nacional. Así, participaría con un Ford Escort privado en el campeonato nacional de rallyes sobre tierra, logrando vencer las citas de Chinchón, Zaragoza y Marbella, lo que le valdría para ser cuarto absoluto en el certamen.
En 1996 lograría encontrar un hueco en las filas del equipo oficial Citroën, equipo con el que consiguió alcanzar el entorchado nacional de rallyes sobre asfalto, a bordo del Citroën ZX de Grupo A. Vencería en los rallyes de Llanes, La Coruña, San Froilán y Ourense.

### Paso al mundial de rallyes

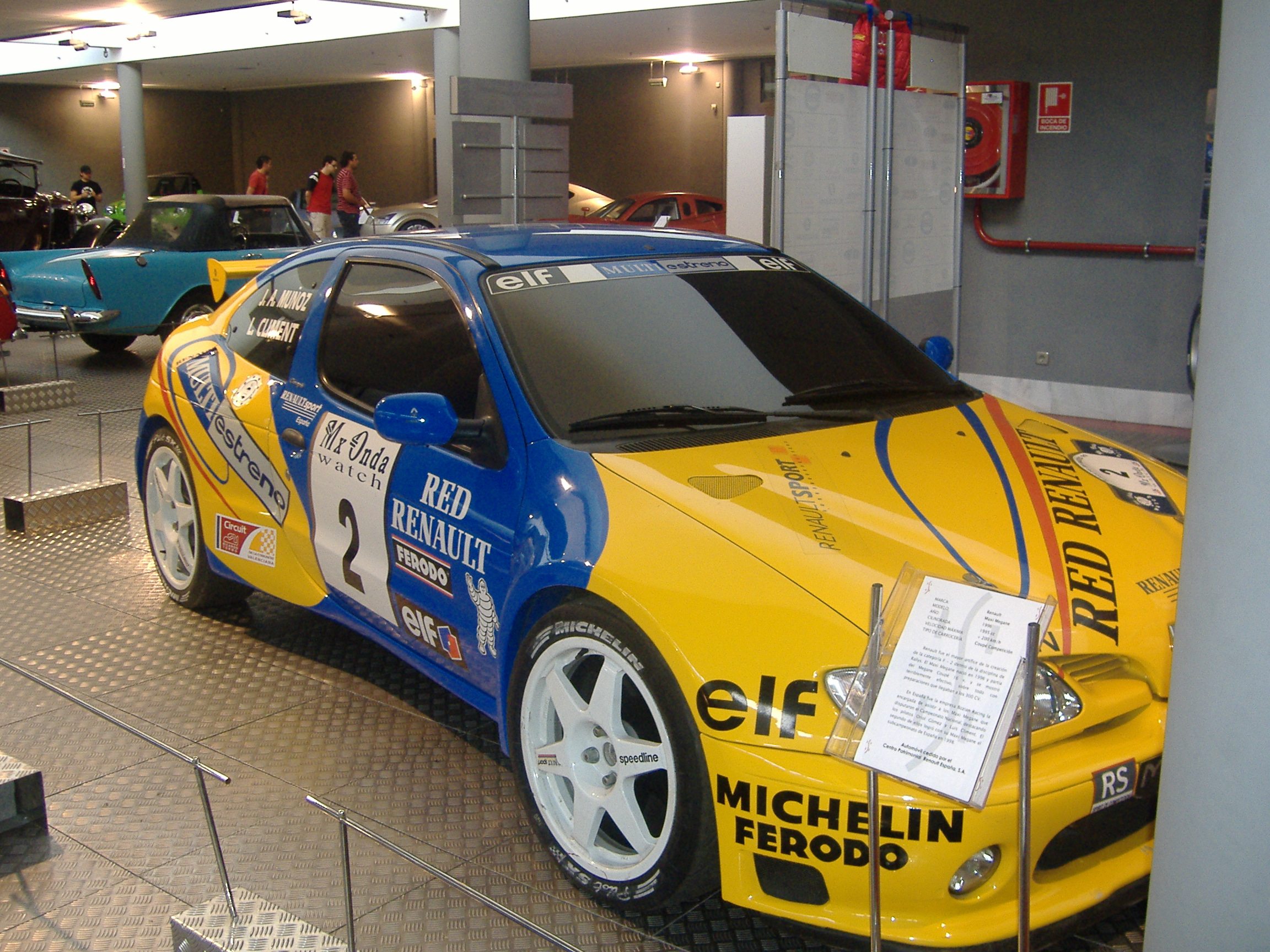
Renault Megane de Luis Climent.

En 1997 participaría en el Mundial de rallyes con un Mitsubishi Lancer Evolution luchando dentro de la categoría de Grupo N. Conseguiría interesantes resultados parciales, como un tercer puesto en Portugal, un segundo en Grecia, un octavo en Finlandia y la victoria en su categoría en el Rally RAC de Inglaterra. Terminaría la temporada como subcampeón de la categoría, tras el uruguayo Gustavo Trelles. Además, participó en las dos últimas pruebas del Campeonato de España de rallyes con el equipo Renault, a bordo del Renault Maxi Megane, consiguiendo la victoria en ambas pruebas: La Coruña y Madrid.
En 1998 compatibilizaría el Campeonato de España de rallyes sobre asfalto con el Mundial. En el nacional poco pudo hacer con un coche ya anticuado, siendo subcampeón tras Jesús Puras y consiguiendo la victoria en el Rally de San Froilán. En el mundial compitió de nuevo dentro del Grupo N con un Mitsubishi Lancer, terminando el año como tercer clasificado, logrando excelentes resultados en su categoría, como la victoria en el Rally Safari, segundo en el Monte Carlo y en Finlandia, tercero en Grecia y cuarto en Portugal.
En 1999 se centró totalmente en el Campeonato mundial de rallyes, comenzando con el Mitsubishi Lancer de grupo N, para cambiarse luego a un Subaru Impreza de Grupo A (que cambiaría por un Subaru Impreza WRC a partir de Portugal) con el que se situaría como mejor equipo privado de la temporada, venciendo la Copa FIA para Equipos. Sus mejores resultados fueron séptimo en Grecia, noveno en Cataluña, décimo en Portugal y decimosegundo en Córcega y el RAC.
En 2000 alcanzaría el punto más alto de su carrera deportiva, al tener la oportunidad de ser piloto oficial de Škoda en el WRC, al volante de un Škoda Octavia WRC. Desafortunadamente el coche no estaría a la altura de poder pelear con los mejores pilotos y vehículos del mundial, siendo sus mejores resultados un octavo en el Safari y noveno en el Montecarlo, tras sufrir numerosos problemas mecánicos a lo largo de toda la temporada, que propiciarían numerosos abandonos y malos resultados.

### Regreso al nacional y nuevos rumbos
En 2001 participaría tan sólo en una prueba del mundial: el Rallye de Cataluña, a bordo de un Toyota Corolla WRC, con el que finalizaría decimocuarto. En el ámbito nacional correría el Campeonato de España de rallyes sobre tierra con un Subaru Impreza WRC con el que conseguiría ser subcampeón tras Marc Blázquez, en la edición más competida del campeonato de las últimas décadas. A lo largo del año realizaría una actuación muy regular, con la única victoria en el Rallye de Guernika.
A partir de 2002 sus objetivos ya no serían tan ambiciosos como en los anteriores años. Desde entonces cabe destacar una victoria en el Rallye de tierra de Lanzarote de 2002, valedero para el Campeonato de España; y algunas participaciones en 2003 en el Campeonato de España de rallyes sobre asfalto con un Honda Civic de grupo N. También participaría en varias pruebas de raids, como la Baja Aragón. 
Finalmente, pondría punto final a su trayectoria deportiva, manteniendo su relación con el automovilismo a través de su labor en la Escuela de Conducción del Circuito Ricardo Tormo de Valencia, labor que desarrolla en la actualidad junto a los negocios familiares. No obstante, siempre que tiene oportunidad participa de forma más relajada en pruebas deportivas de todo tipo, como la Baja Aragón de 2009.

## Resultados

### Campeonato Mundial de Rallyes
| Año  | Equipo                      | Vehículo                  | 1       | 2       | 3     | 4      | 5       | 6       | 7       | 8      | 9   | 10      | 11  | 12      | 13      | 14     | Posición | Puntos |
| ---- | --------------------------- | ------------------------- | ------- | ------- | ----- | ------ | ------- | ------- | ------- | ------ | --- | ------- | --- | ------- | ------- | ------ | -------- | ------ |
| 1993 | Opel Team España            | Opel Astra                | MON     | SWE     | POR   | SAF    | COR     | GRE     | ARG     | NZL    | FIN | AUS     | SRM | ESP 8   | GBR     |        | 54.º     | 3      |
| 1997 | Mitsubishi Ralliart Germany | Mitsubishi Lancer Evo III | MON     | SWE     | SAF   | POR 13 | ESP Ret | FRA Ret | ARG     | GRE 14 | NZL |         | IND | SRM     | AUS Ret | GBR 12 | -        | 0      |
| 1997 | Mitsubishi Ralliart Germany | Mitsubishi Lancer Evo IV  |         |         |       |        |         |         |         |        |     | FIN 22  |     |         |         |        | -        | 0      |
| 1998 |                             | Mitsubishi Lancer Evo III | MON 18  | SWE Ret | SAF 7 | POR 22 |         |         |         |        |     |         |     |         |         |        | -        | 0      |
| 1998 | Renault Sport España        | Renault Megane Maxi       |         |         |       |        | ESP Ret |         |         |        |     |         |     |         |         |        | -        | 0      |
| 1998 |                             | Mitsubishi Lancer Evo IV  |         |         |       |        |         | FRA Ret | ARG     |        | NZL | FIN 20  | SRM | AUS     | GBR     |        | -        | 0      |
| 1998 | Proton Wira 4WD             |                           |         |         |       |        |         |         | GRE 20  |        |     |         |     |         |         |        | -        | 0      |
| 1999 | Valencia Terra y Mar Team   | Mitsubishi Lancer Evo V   | MON Ret | SWE 25  |       |        |         |         |         |        |     |         |     |         |         |        | -        | 0      |
| 1999 | Valencia Terra y Mar Team   | Mitsubishi Lancer Evo III |         |         | SAF 9 |        |         |         |         |        |     |         |     |         |         |        | -        | 0      |
| 1999 | Valencia Terra y Mar Team   | Subaru Impreza WRC        |         |         |       |        | ESP 9   | FRA 12  | ARG     |        |     | FIN Ret | CHI | ITA Ret |         | GBR 12 | -        | 0      |
| 1999 | Valencia Terra y Mar Team   | Subaru Impreza 555        |         |         |       | POR 10 |         |         |         | GRE 7  | NZL |         |     |         | AUS     |        | -        | 0      |
| 2000 | Škoda Motorsport            | Škoda Octavia WRC         | MON 10  | SWE     | SAF 8 | POR 12 | ESP Ret | ARG     | GRE Ret | NZL    | FIN | SAF Ret | COR | ITA 14  | AUS     | GBR 16 | -        | 0      |
| 2001 | Escudería Bengala           | Toyota Corolla WRC        | MON     | SWE     | POR   | ESP 14 | ARG     | CHI     | GRE     | SAF    | FIN | NZL     | SRM | COR     | AUS     | GBR    | -        | 0      |

### Campeonato de España de Rally
| Año  | Equipo               | Vehículo                  | 1       | 2       | 3       | 4       | 5       | 6      | 7       | 8       | 9       | 10      | 11    | 12    | 13    | 14  | Posición | Puntos |
| ---- | -------------------- | ------------------------- | ------- | ------- | ------- | ------- | ------- | ------ | ------- | ------- | ------- | ------- | ----- | ----- | ----- | --- | -------- | ------ |
| 1990 | Opel Team España     | Opel Corsa GSi            | CAT 7   | SMO     | CAN 6   | CAJ     | VLL 4   | OUR 6  | OSO 7   | PRA 6   | CAN     | ECI 10  | VAL 3 |       |       |     | 5º       | 1009   |
| 1991 | Opel Team España     | Opel Corsa GSi            | CAN Ret | ECO 8   | CAN 5   | CAJ Ret | LLA Ret | OUR 5  | OSO 12  | PDA 5   | VAL 3   | CAT Ret |       |       |       |     | 7º       | 829    |
| 1992 | Opel Team España     | Opel Corsa GSi            | ECO     | ISC     | CAN Ret | MED 6   | LLA 2   | OSO    | SFR 3   | CER 5   | PDA Ret | OUR 3   | CAT 5 | MAD 6 |       |     | 5º       | 720    |
| 1993 | Opel Team España     | Opel Astra GSi 16V        | LLA 3   | CAN 2   | LLA 2   | OUR 2   | FRO Ret | SAG 1  | RBX     | PDA Ret | LIN     | CAT 1   | COR ? | IDT   |       |     | 2º       | 871    |
| 1994 | Opel Team España     | Opel Astra GSi 16V        | COI 3   | ADE 2   | CAJ 2   | SMO 1   | LLA 2   | OUR 2  | SFR 2   | SAG 2   | PDA 2   | RBX     | CAT   | COR   |       |     | 2º       | 967    |
| 1996 | Citroën Hispania     | Citroën ZX 16V            | COI 1   | ADE 2   | CAN 3   | SMO Ret | LLA 1   | OUR 1  | AVI 2   | PDA 1   | FRO 1   | COR 1   | CAT   |       |       |     | 1º       | 1216   |
| 1997 |                      | Mitsubishi Lancer Evo III | COI     | ADE     | CAT Ret |         |         |        |         |         |         |         |       |       |       |     | 10º      | 416    |
| 1997 | Renault Sport España | Renault Mégane Maxi       |         |         |         | SMO     | CAN     | LLA    | OUR     | AVI     | RBX     | PDA     | FRO   | COR 1 | MAD 1 |     | 10º      | 416    |
| 1998 | Renault Sport España | Renault Mégane Maxi       | ECI 3   | ADE     | CAT Ret | CAJ 3   | VLL 2   | OUR 3  | AVI 2   | RBX -   | SFR 1   | PRI 2   | COR 2 | SAL   | MAD 2 |     | 2º       | 1320   |
| 2000 | Škoda Motorsport     | Škoda Octavia WRC         | CAT Ret | ECI Ret | CAJ     | MED     | VLL     | OUR    | AVI     | RBX     | COR     | PRI     | VEN   | SAL   | TEN   | MAD |          |        |
| 2001 | Escudería Bengala    | Subaru Impreza S5 WRC '99 | MED     | ECI     | SAL     | COR     | VLL     | OUR    | AVI     | RBX     | PRI 3   | VEN     | CAJ   | MAD   |       |     |          |        |
| 2003 | Esso Honda           | Honda Civic Type-R        | MED Ret | ECI     | CAJ Ret | RBX Ret | OUR Ret | AVI 16 | VLL Ret | VCN 34  | CDS 13  |         |       |       |       |     |          |        |

- Referencias[6]

### Campeonato de España de Rally de Tierra
| Año  | Equipo            | Vehículo                | 1       | 2      | 3   | 4       | 5   | 6   | 7     | 8   | Posición | Puntos |
| ---- | ----------------- | ----------------------- | ------- | ------ | --- | ------- | --- | --- | ----- | --- | -------- | ------ |
| 2018 | RMC Motorsport    | Peugeot 208 N5          | LOR Ret |        |     |         |     |     |       |     | 25º      | 19     |
| 2018 | RMC Motorsport    | Mitsubishi Lancer Evo X |         | POZ 19 |     |         |     |     |       |     | 25º      | 19     |
| 2018 | Escudería Bengala | Mitsubishi Lancer Evo X |         |        | VOL | TDA Ret | CER | NAV | GRA 9 | MAD | 25º      | 19     |